# Шмартно-при-Словень Градцу
Шмартно-при-Словень Градцу (словен. Šmartno pri Slovenj Gradcu) — поселення в общині Словень Градець, Регіон Корошка, Словенія. Висота над рівнем моря: 440,5 м.